# Alfred Cumming
Alfred Cumming (ur. w 1802 w Auguście, zm. w 1873) – amerykański polityk, drugi gubernator Terytorium Utah (Stany Zjednoczone). Sprawował urząd od 1858 do 1861.
Cumming był także:
- burmistrzem miasta, w którym się urodził (Augusta (Georgia))
- zaopatrywał Zachary’`ego Taylora podczas wojny amerykańsko-meksykańskiej i koszary Jeffersona w Missouri
- superintendent Superintendentury Indian Górnej Missouri.

Cumming należał do Partii Demokratycznej i został mianowany na gubernatora przez prezydenta Jamesa Buchanana. Piastował urząd do 1861, po czym powrócił do Waszyngtonu. Jego żona Elizabeth zmarła w 1867.